# مارك كوكس (تنس)
مارك كوكس (بالإنجليزية: Mark Cox)‏ مواليد 5 يوليو 1943 في لستر، هو لاعب كرة مضرب بريطاني سابق بدأ مسيرته كمحترف سنة 1970 وكان يلعب باليد اليسرى، اعتزل اللعب في 1981. أعلى تصنيف له في الفردي كان المركز الـ 13 في سنة 1977.

## روابط خارجية
- مارك كوكس على موقع رابطة محترفي التنس (الإنجليزية)
- مارك كوكس على موقع الاتحاد الدولي لكرة المضرب (الإنجليزية)
- مارك كوكس على موقع كأس ديفيز (الإنجليزية)
- مارك كوكس على موقع خلاصة التنس.كوم (الإنجليزية)